# Styracosaurus
Styracosaurus ("Spetsad ödla") var ett släkte stora växtätande dinosaurier som levde i Kanada och Arizona (Nordamerika) i slutet av krita för cirka 75 miljoner år sedan. Släktet tillhör ordningen ceratopsier ( horndinosaurier ). Precis som andra horndinosaurier hade den ett långt horn på nosen, samt en krage som skyddade nacken. På kragen hade den tre par horn (taggar) samt några mindre. Detta var ett starkt försvar mot rovdinosaurier. Som sina släktingar, till exempel Torosaurus och Triceratops var Styracosaurus ett flockdjur. Vad som talar för detta är en benbädd i Arizona som erhåller omkring 100 individer. Den första Styracosaurien upptäcktes och namngavs 1913.

## Beskrivning
Styracosaurus var en typisk ceratopsid. Den var fyrbent, hade tung kropp och en rejäl skalle med benkrage. En fullvuxen Styracosaurus var cirka 5,5 meter lång och vägde omkring 3 ton. Trots storleken kunde Styracosaurus kanske springa ungefär 30 km/tim. Som sin släkting Centrosaurus hade Styracosaurus ett långt noshorn som kunnat användas för självförsvar. 

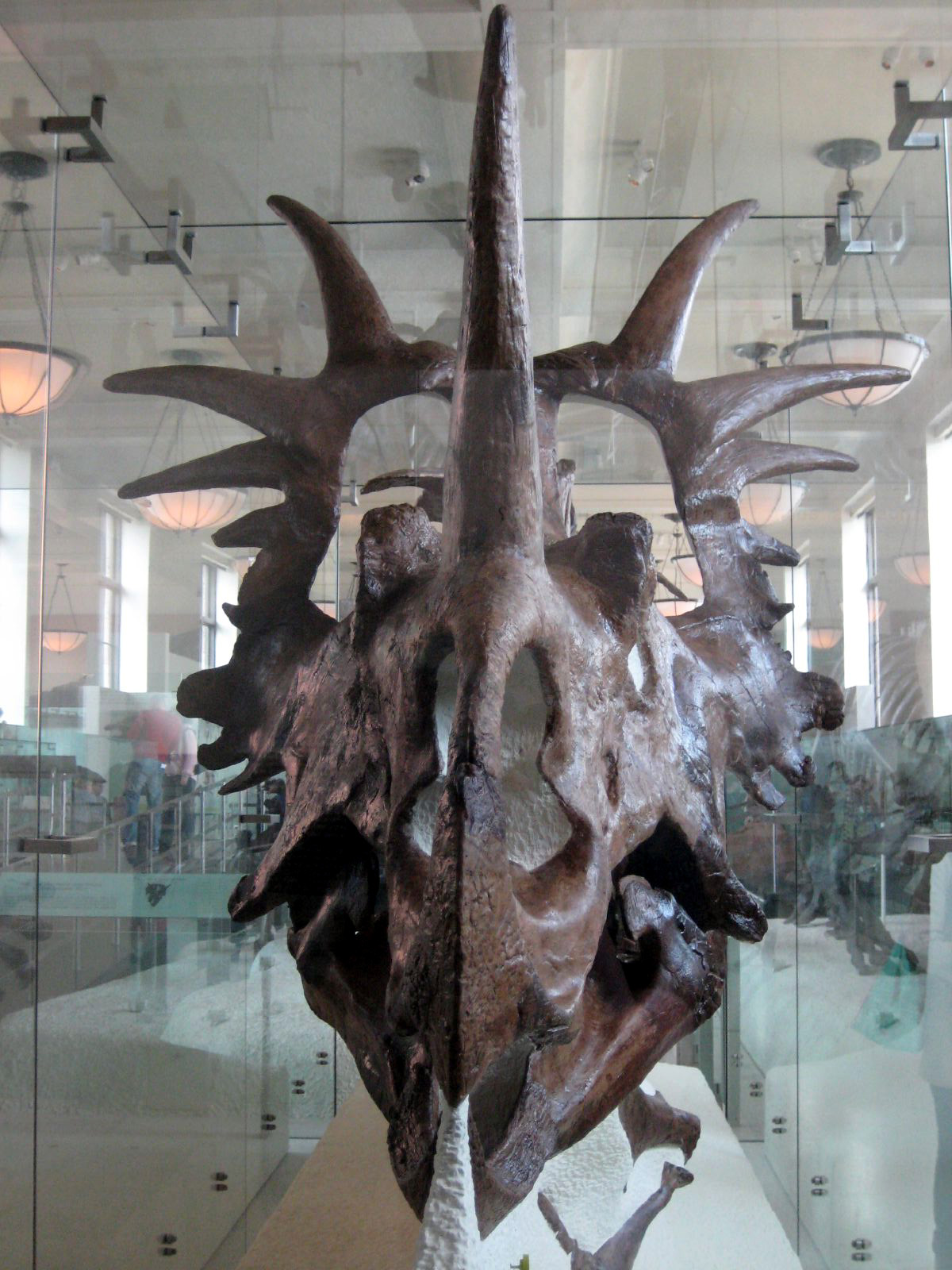
Främre profil av Styracosaurus skalle.

Liksom många av sina släktingar (såsom Einiosaurus, Albertaceratops och Chasmosaurus) hade Styracosaurus en väldigt särskiljande nackkrage och hornuppsättning. De allra flesta ceratopsider hade håligheter i sina nackkragar, så kallade fenestra, och Styracosaurus hade också sådana. Hos Styracosaurus var dessa ganska stora, och kan ha hjälpt till att reducera skallens vikt. Dock gjorde hornen och spikarna troligen nackkragen till ett mycket bra vapen mot fiender som Daspletosaurus.

## Styracosaurus i populärkulturen
I filmen The Valley of Gwangi från 1963 finns det med en Styracosaurus som slåss med en Allosaurus. Styracosaurus hade också en roll i filmen Dinosaurier från år 2000.